# The Paragons
The Paragons est un trio vocal jamaïcain de Ska, puis de Rocksteady mené par John Holt, auteur du célèbre morceau "The Tide Is High"

## Historique
Au début des années 1960, à Kingston, Bob Andy, Leroy Stamp, Garth "Tyrone" Evans et Junior Menz forment The Binders, un quatuor vocal. En 1964, Junior Menz quitte le groupe pour rejoindre The Techniques et est remplacé par Howard Barrett, tandis que John Holt remplace Leroy Stamp. The Paragons (que l'on pourrait traduire par " Les Garçons Modèles ") sont nés et commencent à avoir un certain succès. The Paragons enregistrent leurs premiers 45 tours en 1965 chez Studio One pour le producteur Clement "Coxsone" Dodd, avec comme musiciens de studio Roland Alphonso & The Soul Brothers. Mais après plusieurs désaccords, Bob Andy, qui écrivait et composait la majorité des morceaux quitte le groupe pour se lancer dans une carrière solo. The Paragons continuent donc leur route sous la forme d'un trio vocal, mais cette fois sous l'égide du producteur Duke Reid, le grand rival de Sir Coxsone. C'est dans les célèbres studios du Duke, à Bond Street, que les Paragons accompagnés par Tommy McCook and his Supersonics enregistrent leurs morceaux de rocksteady les plus fameux, qui sortent en 1967 sur l'album 33 tours "On The Beach" sur le label de Duke Reid Treasure Isle. Avec la sortie de cet album, The Paragons devienne l'un des groupes les plus populaires de Jamaïque et les premiers représentants du style rocksteady. Dans une interview pour Kool 97 FM, Jackie Jackson avec Paul Douglas et Radcliffe "Dougie" Bryan ont été interrogés sur les nombreux enregistrements qu'ils ont fait ensemble comme la section rythmique pour Treasure Isle Records. Ils ont été interviewés sur leur travail avec John Holt & The Paragons et les chansons suivantes : “Only A Smile”, “Wear You To The Ball”, “Ali Baba”, “I’ve Got To Get Away”, et “You Mean The World To Me”. Malgré plusieurs hits dont certains vont devenir des classiques tels " I've Got To Get Away ", " Happy Go Lucky Girl " ou encore " Change Your Style ", la carrière des Paragons va subitement s'arrêter à cause des arnaques financières (non-paiement des artistes) qui gangrènent la musique jamaïcaine durant cette période. John Holt va poursuivre une brillante carrière solo, tandis que Howard Barrett et Tyrone Evans émigrent tous les deux aux États-Unis et s'installent à New York avec leurs familles.

### Reformation des Paragons
En 1981, le producteur Lister Hewan-Lowe propose aux Paragons de se réunir à nouveau pour réenregistrer une série de leurs meilleures chansons aux studios Tuff Gong à Kingston et Compass Point à Nassau avec les musiciens Mickey Chung (guitare), Robert Lynn (piano) et le célèbre duo rythmique Sly and Robbie. L'album sobrement intitulé " The Paragons " sort la même année sur le label Island Records.

## Discographie

### Albums
Classés par années d'enregistrement
- 1967 - On The Beach (Treasure Isle)
- 1974 - With Roslyn Sweat (Horse)
- 1981 - The Paragons (Island Records)
- 1981 - Sly & Robbie Meet The Paragons
- 1981 - Now (Starlight Records)
- 1982 - Positive Movements
- 198X - Return
- 1996 - Heaven & Earth
- 1998 - Sing The Beatles and Bob Dylan (VP Records)

### Compilations
- 196X - Golden Hits
- 197X - Memories By The Score
- 1966-68 - My Best Girl Wears My Crown
- 197X - Riding High
- 197X - Silver Jubilee
- 197X-8X - Sly And Robbie Presents The Mighty Paragons Collection
- 197X-8X - The Legendary Paragons
- 196X-7X - The Original Paragons